# 赫里西島

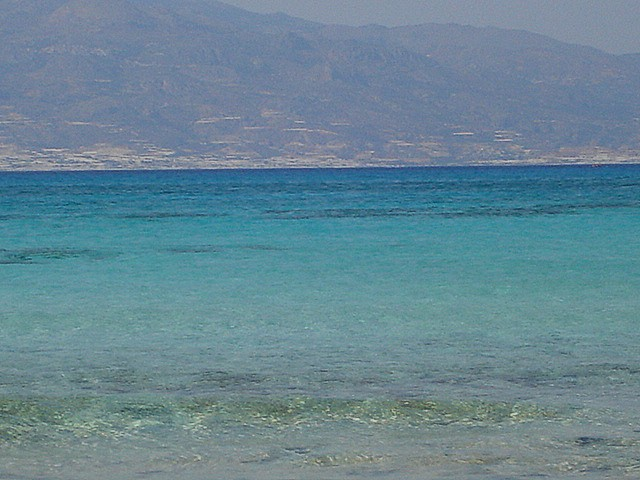

赫里西島是希臘的島嶼，距離克里特15公里，由克里特大區負責管轄，長5公里、寬1公里，面積4.743平方公里，最高點海拔高度30米，島上無人居住。

## 外部連結
- Chrissi Island （页面存档备份，存于） ( English, 52 Translation Option )
- Ierapetra Community, Island Chrysi (Greek)
- Chrissi Island (English)